# 잭 카슨
잭 칼슨(Jack Carson, 1910년 10월 27일 ~ 1963년 1월 2일)은 캐나다, 미국의 배우, 연극 배우, 영화배우, 텔레비전 배우이다.

## 영화
- 서커스 오브 호러 (1960년)
- 빛바랜 천사 (1958년)
- 뜨거운 양철 지붕 위의 고양이 (1958년)
- 보텀 오브 더 보틀 (1956년)
- 디즈니랜드 (1954년) - 해롤드 실베스터 역
- 클라이막스! (1954년)
- 레드 가터스 (1954년)
- 스타 탄생 (1954년)
- 덴저러스 웬 웻 (1953년)
- 그룸 워 스퍼스 (1951년)
- 마이 드림 이즈 유어스 (1949년)
- 이츠 어 그레이트 필링 (1949년)
- 투 가이스 프럼 텍사스 (1948년)
- 로맨스 온 더 하이 시스 (1948년)
- 투 가이스 프럼 밀워키 (1946년)
- 시간 장소 그리고 여자 (1946년)
- 밀드레드 피어스 (1945년)
- 쉐인 온 하베스트 문 (1944년)
- 헐리우드 캔틴 (1944년)
- 아세닉 엔 올드 레이스 (1944년)
- 더 하드 웨이 (1943년)
- 탱크 유어 럭키 스타스 (1943년)
- 프린세스 오루크 (1943년)
- 철완 짐 (1942년)
- 러브 크레이지 (1941년)
- 네이비 블루스 (1941년)
- 블루스 인 더 나잇 (1941년)
- 스미스 부부 (1941년)
- 럭키 파트너 (1940년)
- 스미스씨 워싱톤 가다 (1939년)
- 케어프리 (1938년)
- 아이 양육 (1938년)
- 어 딤절 인 디스트레스 (1937년)
- 단 한 번뿐인 인생 (1937년)